# Жан-Емманюель Недра
Жан-Емманюель Недра (фр. Jean-Emmanuel Nédra, нар. 11 березня 1993, Ле Ламантен) — мартиніканський французький футболіст, півзахисник клубу «Айльон дю Ляментен» і національної збірної Мартиніки.

## Клубна кар'єра
У дорослому футболі дебютував 2011 року виступами за команду клубу «Марінуаз», в якій провів один сезон.
Своєю грою за цю команду привернув увагу представників тренерського штабу клубу «Клуб Колоніаль», до складу якого на два сезони приєднався 2012 року.
2014 року уклав контракт з клубом «Голден Лайон», у складі якого провів наступні два роки своєї кар'єри гравця.
До складу клубу «Айльон дю Ламентен» приєднався 2016 року.

## Виступи за збірну
2012 року дебютував в офіційних матчах у складі національної збірної Мартиніки. Наразі провів у формі головної команди країни 18 матчів.
У складі збірної був учасником розіграшу Золотого кубка КОНКАКАФ 2017 року у США.

## Арешт
5 січня 2023 року Недра був заарештований разом із своєю дівчиною в аеропорту Руассі за перевезення 100 кг кокаїну.